# مغدف (حريضة)
'

تعديل مصدري - تعديل

مغدف هي إحدى قرى عزلة حريضة بمديرية حريضة التابعة لمحافظة حضرموت، بلغ تعداد سكانها 196 نسمة حسب تعداد اليمن لعام 2004.